# Vulkáni bomba

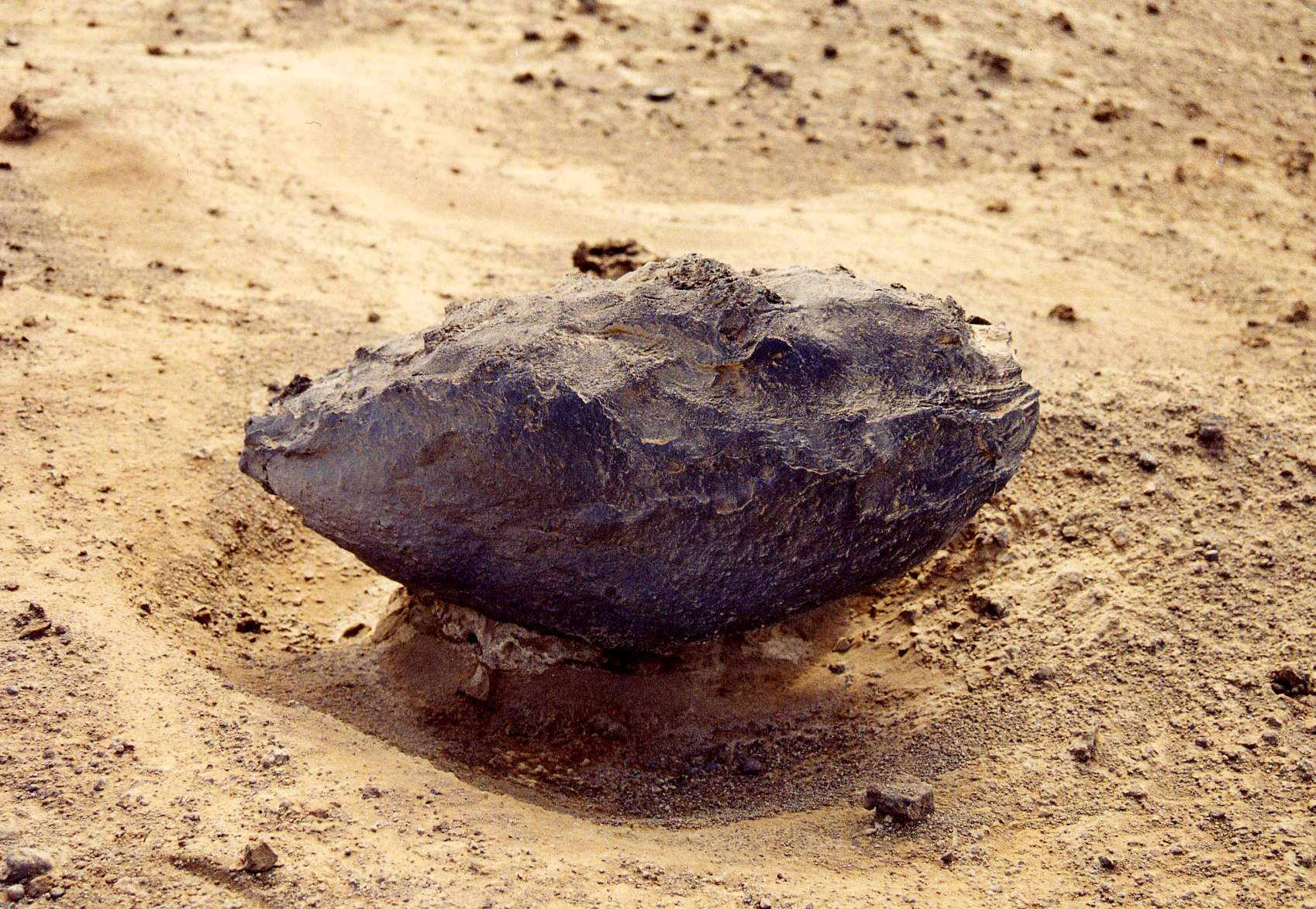
Orsó formájú vulkáni bomba az Azori-szigetekhez tartozó Faial szigetén lévő Capelinhos vulkánnál

A vulkáni bomba egy vulkáni kitörés során a kráterből kihányt és a levegőben megszilárdult nagyobb lávadarab. A tefra méret szerinti osztályozásának a legmagasabb kategóriája, 64 mm-nél nagyobb átmérőjű kőzetdarabokat jelent.
A vulkáni bombák nagy távolságokra is eljuthatnak a kitörés helyétől, és a légköri súrlódás miatt áramvonalas formát vesznek fel. Jelentős veszélyforrást jelentenek, súlyos károkat és halált okozva. Ilyen baleset történt 1993-ban Kolumbiában, amikor váratlanul kitört a Galeras vulkán. A vulkáni bombák következtében hat ember meghalt, néhányan pedig súlyosan megsebesültek. 2018. július 16-án 23 ember sérült meg a Kilauea vulkán kitörése során. Kosárlabda nagyságú vulkáni bombák hullottak.